# タイプ2コネクタ
IEC 62196-2タイプ2コネクタ（メンネケス(設計したドイツ企業)と呼ばれることもある）は、主にヨーロッパ、オーストラリア、ニュージーランド、および北米以外の多くの国で交流電源を使用して電気自動車を充電するために用いられる充電コネクタ規格である。
タイプ2コネクタは、2013年にEU標準として採用され、2025年までに完全な適合が必要だった。電気自動車を促進し、異なる車両と充電ステーション間の相互運用性を確保するために、コネクタはEUによって選択された。タイプ2コネクタには、J1772通信プロトコルを使用した車両と充電器間の通信に使用する7つのピンコネクタが装備されており、最大電圧500 Vの単相または三相交流電源のいずれかで最大43kWの電力を供給する。
直流急速充電も可能である。CCSコンボ2プラグ（Combined Charging System (CCS) Combo 2）として知られている。2つのDC電流ピンが追加されている。CCSコンボ2はEU標準として採用されている。

## 仕様
| Terminology           |                |          |          |                |                  |                |                |
| 地域 / 標準           | ソケット差込口 | ケーブル | ケーブル | 自動車側差込口 | 電気特性         | 電気特性       | 電気特性       |
| 地域 / 標準           | ソケット差込口 | プラグ   | コネクタ | 自動車側差込口 | 相 (φ)           | 電流           | 電圧           |
| EU / IEC 62196 Type 2 | メス           | オス     | メス     | オス           | 1φ               | 70A            | 480V           |
| EU / IEC 62196 Type 2 | メス           | オス     | メス     | オス           | 3φ               | 63A            | 480V           |
| US / SAE J3068 AC6    | なし           | なし     | メス     | オス           | 3φ               | 100, 120, 160A | 208, 480, 600V |
| China / GB/T 20234.2  | メス           | オス     | オス     | メス           | 1φ (3φ reserved) | 16, 32A        | 250/400V       |

### ピン

EUにおけるACとDCの動作モード

| モード                           | 最大       | 最大                    | (A1)        | (C1)       | (C1)       | (E1)    |
| モード                           | 電圧       | 電流                    | (B2)        | (B2)       | (D2)       | (D2)    |
| -------------------------------- | ---------- | ----------------------- | ----------- | ---------- | ---------- | ------- |
| 単相交流                         | 500V AC    | 1×80A                   | Neutral (N) | Earth (PE) | Earth (PE) | AC (L1) |
| 単相交流                         | 500V AC    | 1×80A                   | N/C         | N/C        | N/C        | N/C     |
| 三相交流                         | 500V AC    | 3×63A                   | Neutral (N) | Earth (PE) | Earth (PE) | AC (L1) |
| 三相交流                         | 500V AC    | 3×63A                   | AC (L3)     | AC (L3)    | AC (L2)    | AC (L2) |
| 単相交流と低電流直流の組み合わせ | 500V AC/DC | 1×80A (AC) & 1×70A (DC) | Neutral (N) | Earth (PE) | Earth (PE) | AC (L1) |
| 単相交流と低電流直流の組み合わせ | 500V AC/DC | 1×80A (AC) & 1×70A (DC) | DC (+)      | DC (+)     | DC (-)     | DC (-)  |
| 低電流直流                       | 500V DC    | 1×80A (DC)              | N/C         | Earth (PE) | Earth (PE) | N/C     |
| 低電流直流                       | 500V DC    | 1×80A (DC)              | DC (+)      | DC (+)     | DC (-)     | DC (-)  |
| 中電流直流                       | 500V DC    | 1×140A (DC)             | DC (+)      | Earth (PE) | Earth (PE) | DC (-)  |
| 中電流直流                       | 500V DC    | 1×140A (DC)             | DC (+)      | DC (+)     | DC (-)     | DC (-)  |

## ギャラリー

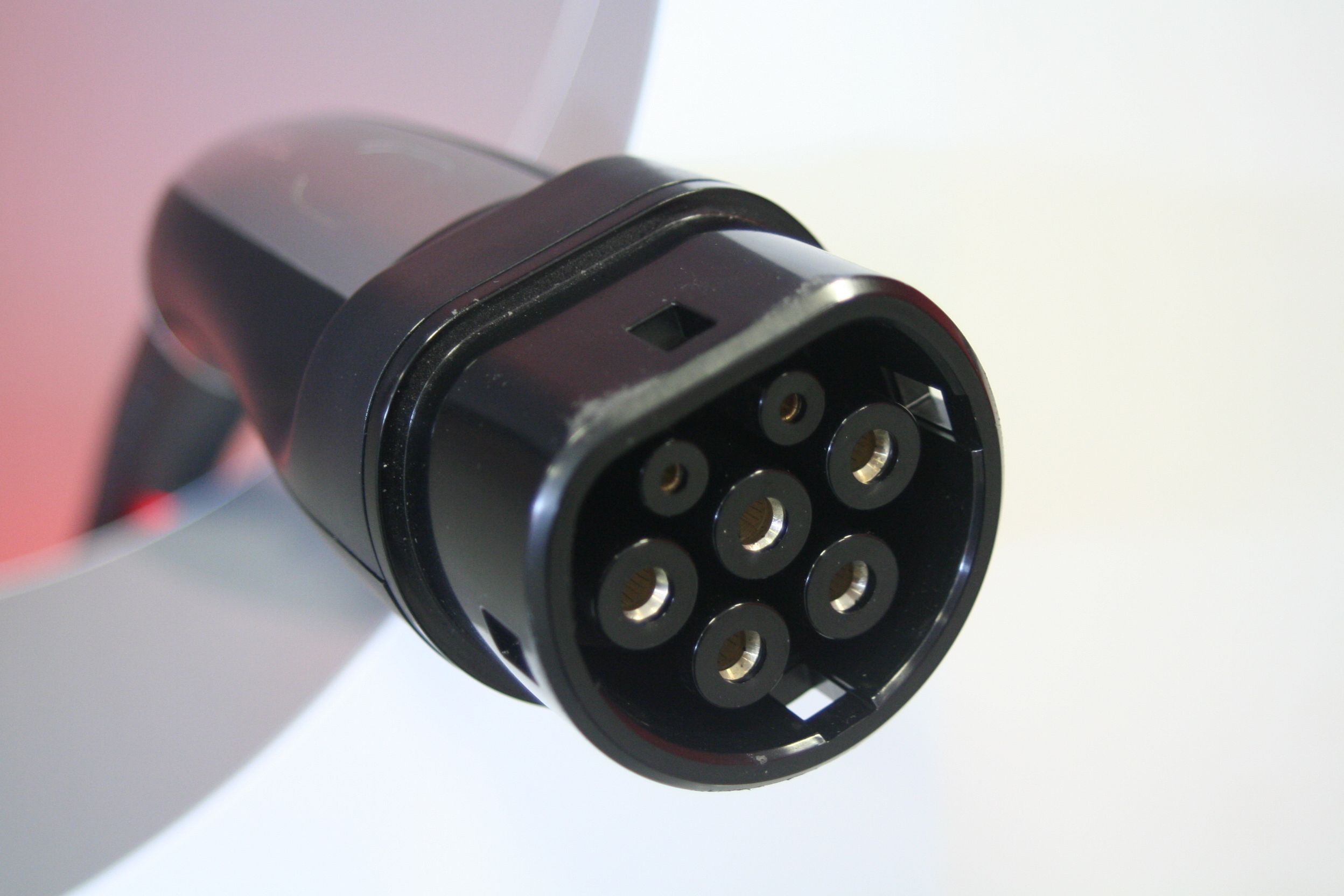
欧州のテスラスーパーチャージャーのタイプ2互換のメスコネクタ
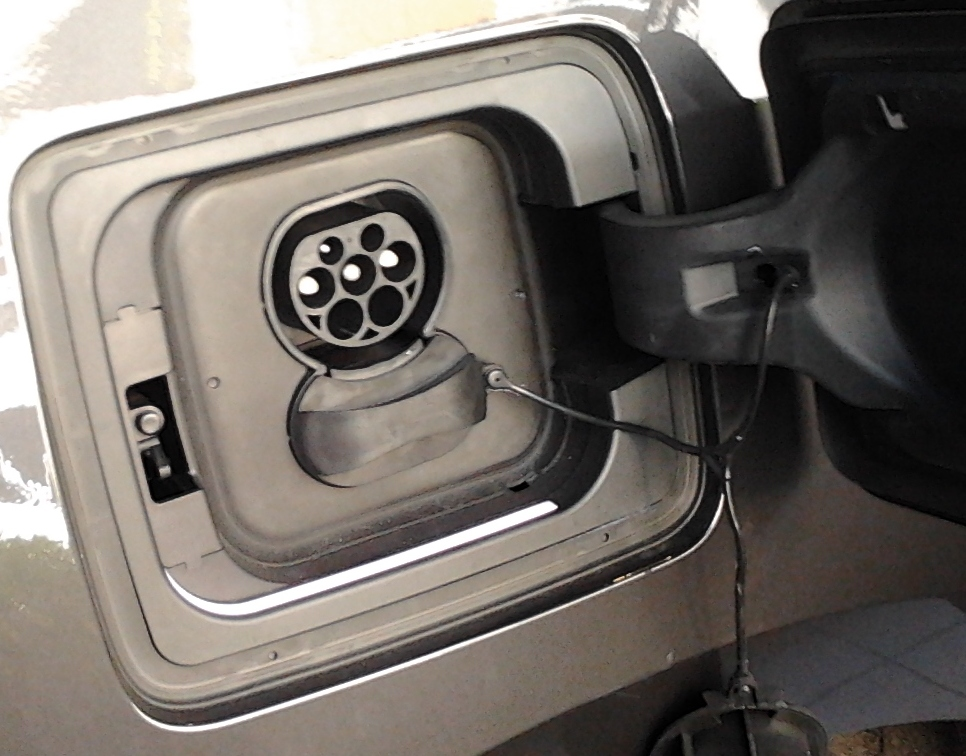
電動充電用のタイプ2の車両オス型差込口。差込口の下の蓋は、CCSコンボ2に使用される2つのDCピンを覆っている。
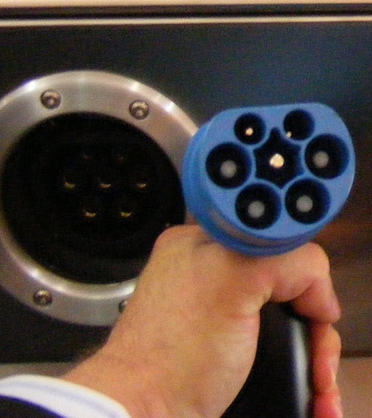
充電ステーションのメス型ソケット差込口とオス型プラグ（青色）。中国のみでは、接続ケーブルの両端にオス型コネクタが使用されます。
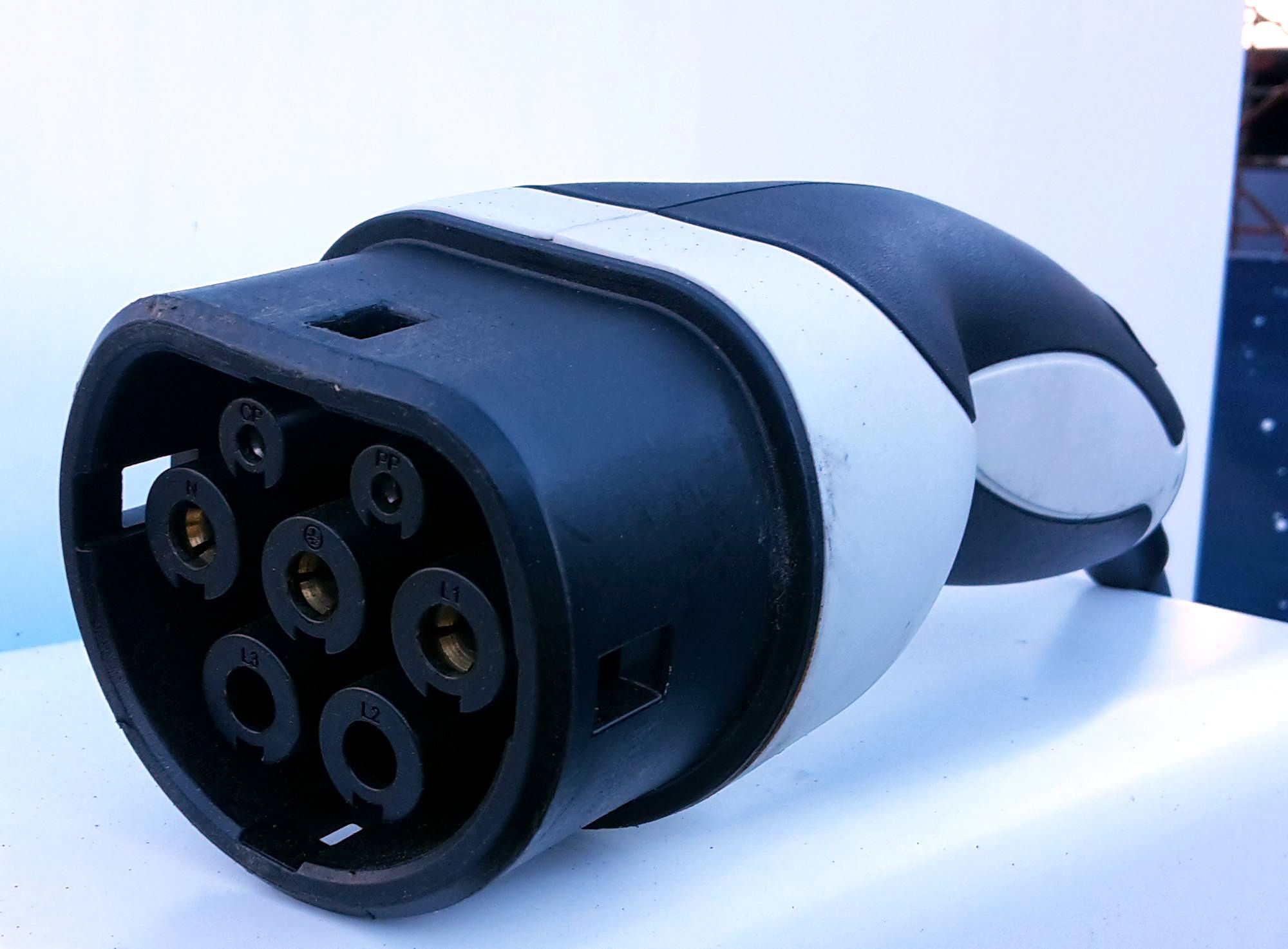
タイプ2のメスコネクタ（Mennekes）
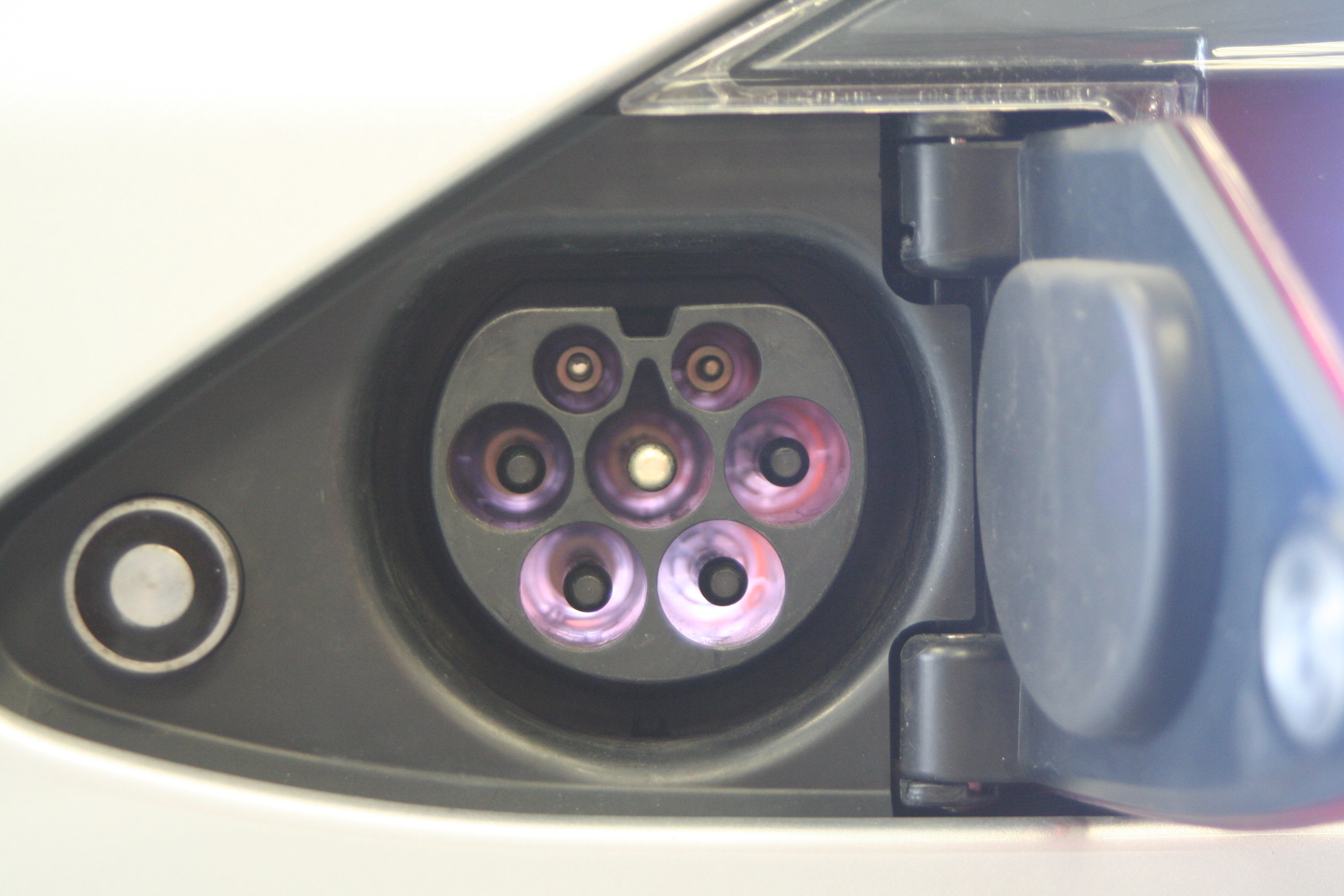
ヨーロッパのテスラモデルSのタイプ2互換120 kWのオス型車両差込口
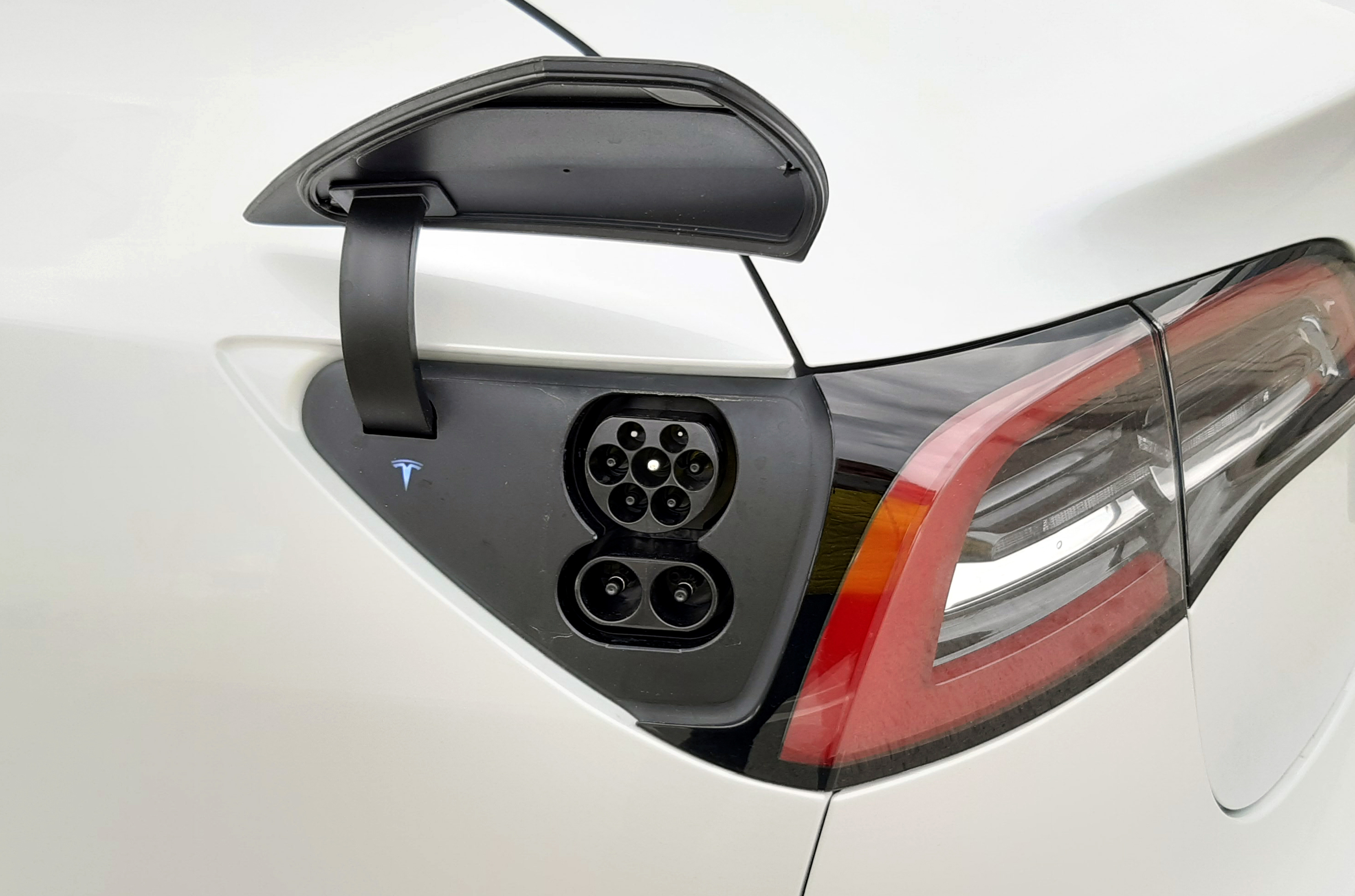
タイプ2（CCSコンボ2）ヨーロッパのテスラモデル3オス型車両差込口